# Pera Chorio
Pera Chorio (gr. Πέρα Χωριό) – wieś w Republice Cypryjskiej, w dystrykcie Nikozja. W 2011 roku liczyła 2637 mieszkańców.